# Diviciorii Mari
Diviciorii Mari – wieś w Rumunii, w okręgu Kluż, w gminie Sânmărtin. W 2011 roku liczyła 158 mieszkańców.